# Jelena Olegowna Firsowa

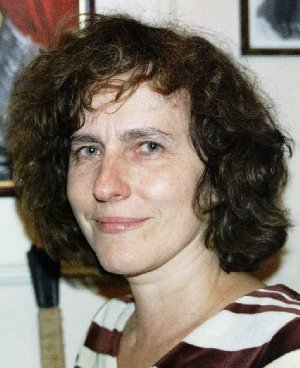
Jelena Firsowa (2003)

Jelena Olegowna Firsowa, auch Jelena Olegowna Firssowa, (russisch Елена Олеговна Фирсова; * 21. März 1950 in Leningrad) ist eine russische Komponistin.

## Leben
Jelena Firsowa ist die Tochter des Atomphysikers, Mitarbeiters von Igor Kurtschatow und Leninpreisträgers Oleg Firsow.
Von 1963 bis 1970 besuchte sie Musikschulen, danach bis 1975 das Moskauer Konservatorium, wo Alexander Pirumow (Komposition), Juri Cholopow (Musikanalyse) und Nikolai Raskatow (Orchestration) ihre Lehrer waren. Durch ausgiebiges Studium und Begegnungen mit Edisson Denissow und dem von Wien nach Moskau emigrierten Webern-Schüler Philip Herschkowitz erlangte sie ihre eigene Kompositionstechnik.
1976 wurde Firsowa Mitglied des Sowjetischen Komponistenverbandes. 1979 gehörte sie zu den sieben Komponisten, die auf dem 6. Kongress des Verbandes von dessen Vorsitzenden Tichon Chrennikow in einer Rede mit dem Titel Die hohe Bestimmung der sowjetischen Musik als unwürdig bezeichnet wurden, die sowjetische Musik im Ausland zu repräsentieren. Anlass war die von offizieller Seite nicht sanktionierte Aufführung von Werken dieser Komponisten auf Musikfestivals in Köln und Venedig. Neben Firsowa gehörten zu diesen Chrennikows Sieben u. a. ihr Ehemann Dmitri Smirnow, Wjatscheslaw Artjomow, Sofia Gubaidulina und Edisson Denissow. In Folge wurden die Werke dieser Komponisten in der Sowjetunion nicht mehr oder kaum noch im Rundfunk oder bei Konzerten aufgeführt.
Firsowa war 1990 an der Neugründung der russischen Gesellschaft für Neue Musik (englisch: Association for Contemporary Music) beteiligt.
Seit 1991 lebt Jelena Firsowa in Großbritannien. Von 1993 bis 1997 war sie als Professorin an der Universität Keele in Newcastle-under-Lyme, von 1999 bis 2001 unterrichtete sie in Manchester Komposition.

## Schaffen
Jelena Firsowa schuf mehr als einhundert Werke in vielen Genres der klassischen Musik, darunter auch Auftragswerke für
das Amsterdamer Concertgebouw-Orchester, das Brodsky Quartet, die Proms und die Expo 2000 Hannover.
Ihre Werke werden u. a. bei Boosey & Hawkes und Hans Sikorski verlegt.

## Werke (Auswahl)
- Three Poems by Ossip Mandelstam Op. 23 (1980) für Sopran und Klavier
- Misterioso, Streichquartett Nr. 3, Op. 24 (1980)
- Silentium Op. 51 (1991), Kantate für Mezzosopran und Streichquartett nach Texten von Ossip Mandelstam
- Secret Way Op. 52 (1992) für Mezzosopran und Orchester nach Texten von Ossip Mandelstam
- Before the Thunderstorm Op. 70 (1994), Kantate für Sopran und Kammerorchester nach Texten von Ossip Mandelstam
- Chamber Concerto No.5 Op. 78 (1996) für Cello, Celesta, Harfe und Streicher
- Das Erste ist vergangen Op. 93 (1999) für Sopran, Bass, Chor und Kammerorchester nach Bibeltexten, Texten von Franz Kafka und einem anonymen Psalm aus dem KZ Buchenwald
- Requiem Op. 100 (2001) für Sopran, Chor und Orchester nach Texten von Anna Achmatowa
- The Prophet Op. 107 (2003) für Bariton, Chor und Bayan
- The Garden of Dreams Op. 111 (2004) für Orchester
- Double Concerto Op. 139 (2015) für Violine, Cello und Orchester
- Piano Concerto Op. 175 (2020) für Klavier und Orchester
- Intermezzo Op. 203 (2022) für Kammerorchester